# Love Yourself ~Kimi ga kirai na kimi ga suki~
Singles de KAT-TUN
RESCUE
(2009) Going!
(2010)
Love Yourself ~Kimi ga kirai na kimi ga suki~ est le 11esingle du groupe KAT-TUN sorti sous le label J-One Records le 10 février 2010 au Japon. Il atteint la 1re place du classement de l'Oricon. Il se vend à 354 231 exemplaires la première semaine et reste classé 15 semaines, pour un total de 439 736 exemplaires vendus. Il sort en format CD, CD+DVD Type A et CD+DVD Type B.
Love Yourself ~Kimi ga kirai na kimi ga suki~ a été utilisé comme thème musical pour le drama Yamato Nadeshiko Shichi Henge dans lequel joue Kamenashi Kazuya. Love Yourself ~Kimi ga kirai na kimi ga suki~ et THE D-MOTION sont présentes sur l'album NO MORE PAIИ.

## Liste des titres
| 1. | Love Yourself ~Kimi ga kirai na kimi ga suki~                    | Eco   | Tatsugoo                                                           | 3:51 |
| 2. | THE D-MOTION                                                     | Eco   | Oscar Holter, Jakke Erixson, Thomas Haraldsson, Junior H Johansson | 3:54 |
| 3. | HEART BEAT                                                       | t-oga | King of slick                                                      | 4:58 |
| 4. | Love Yourself ~Kimi ga kirai na kimi ga suki~ (Original Karaoke) | Eco   | Tatsugoo                                                           | 3:48 |
| 5. | THE D-MOTION (Original Karaoke)                                  | Eco   | Oscar Holter, Jakke Erixson, Thomas Haraldsson, Junior H Johansson | 3:54 |
| 6. | HEART BEAT (Original Karaoke)                                    | t-oga | King of slick                                                      | 4:55 |

| 1. | Love Yourself ~Kimi ga kirai na kimi ga suki~       | Eco                                     | Tatsugoo                                                           | 3:51 |
| 2. | THE D-MOTION                                        | Eco                                     | Oscar Holter, Jakke Erixson, Thomas Haraldsson, Junior H Johansson | 3:54 |
| 3. | Aishite Irukara (Kamenashi Kazuya) (愛しているから) | Kamenashi Kazuya, Satomi, Yuka Kawamura | Yuka Kawamura                                                      | 5:50 |

| 1. | Love Yourself ~Kimi ga kirai na kimi ga suki~ |  |
| 2. | Making of                                     |  |

| 1. | Love Yourself ~Kimi ga kirai na kimi ga suki~ | Eco                | Tatsugoo                                                           | 3:51 |
| 2. | THE D-MOTION                                  | Eco                | Oscar Holter, Jakke Erixson, Thomas Haraldsson, Junior H Johansson | 3:54 |
| 3. | A Page (Akanishi Jin)                         | Josh, Akanishi Jin | Akanishi Jin                                                       | 3:33 |

| 1. | THE D-MOTION |  |
| 2. | Making of    |  |